# Acquaponica

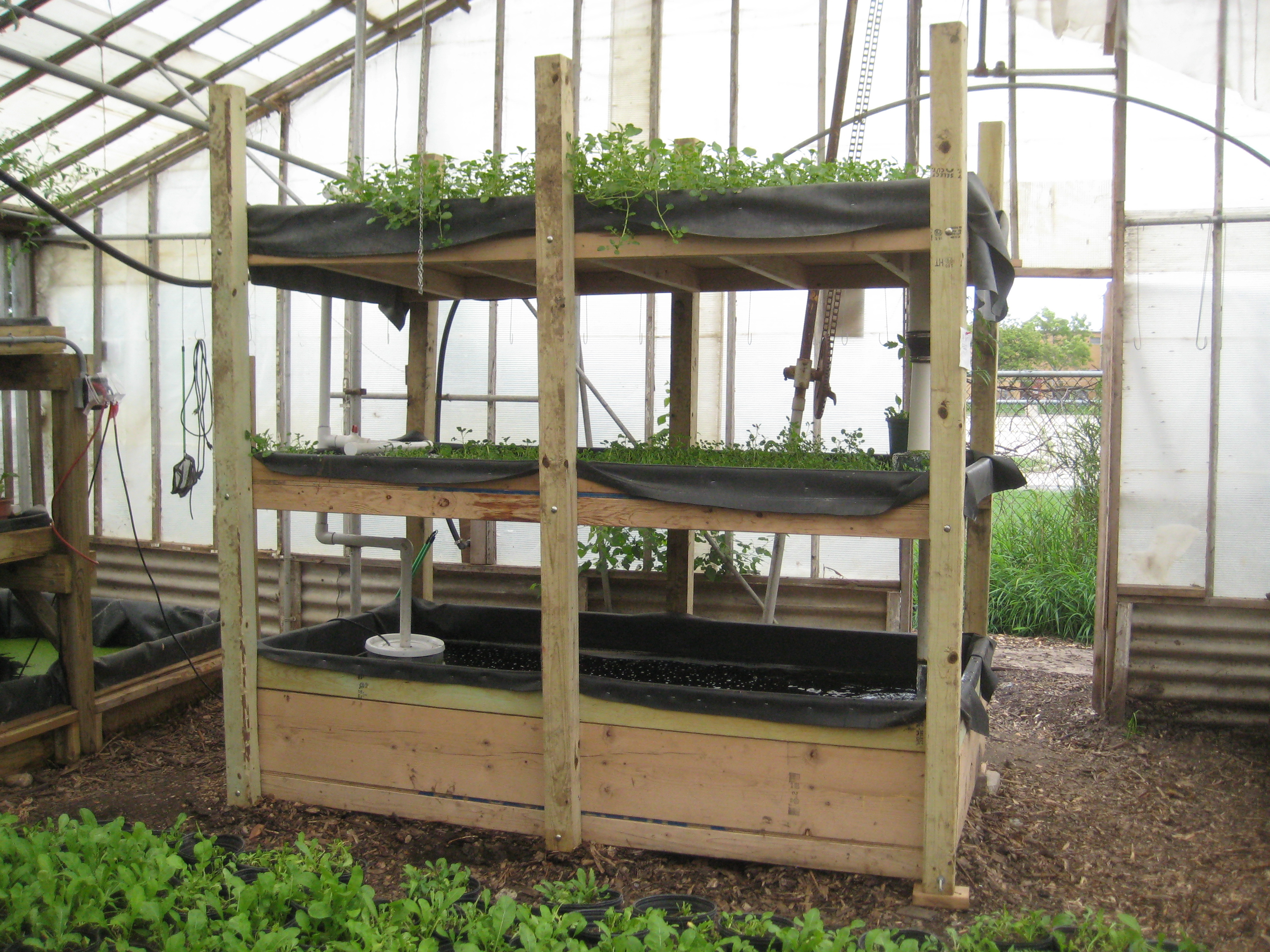
Un piccolo sistema acquaponico.

Per acquaponica si intende una tipologia di agricoltura mista ad allevamento sostenibile basata su una combinazione di acquacoltura e coltivazione idroponica, al fine di ottenere un ambiente simbiotico. In un sistema acquaponico l'acqua delle vasche per acquacoltura viene pompata in quelle idroponiche, in modo tale che le piante che vi si trovano possano filtrarla sottraendo diverse sostanze di scarto dei pesci, traendone contemporaneamente nutrimento. L'acqua così filtrata potrà quindi essere reimmessa nelle vasche per acquacoltura e riprendere il suo ciclo.
L'impianto di acquaponica è concettualmente semplice: i suoi costituenti sono la vasca di allevamento dei pesci, pompe per il ricircolo dell'acqua, sistemi di filtraggio colonizzati da batteri nitrificanti che trasformano le deiezioni animali in soluzione fertilizzante che poi viene immessa in ambienti di coltivazione fuori suolo. Questi ultimi possono essere vasche riempite con substrati minerali (es. LECA, perlite, pomice, polistirolo, lana di roccia) o organici, vasche su cui sono posizionati elementi flottanti per il sostegno delle colture che sviluppano le radici direttamente in acqua, o circuiti in cui viene fatta circolare l'acqua (sistema Nutrient Film Technique, NTF) sui quali si inseriscono piccoli contenitori per la coltivazione delle piante. Possono essere allevati pesci d'acqua dolce per consumo alimentare, ma anche con valore ornamentale o con finalità di ripopolamento faunistico. Moltissimi sono gli ortaggi coltivabili in acquaponica, dalle verdure a foglia ai pomodori alle zucchine, da alternarsi nel corso dell'anno per disporre sempre di cibi freschi secondo i ritmi delle stagioni.
I sistemi di acquaponica possono essere di varie dimensioni: da piccoli impianti domestici a grandi impianti di dimensioni industriali.

## Storia

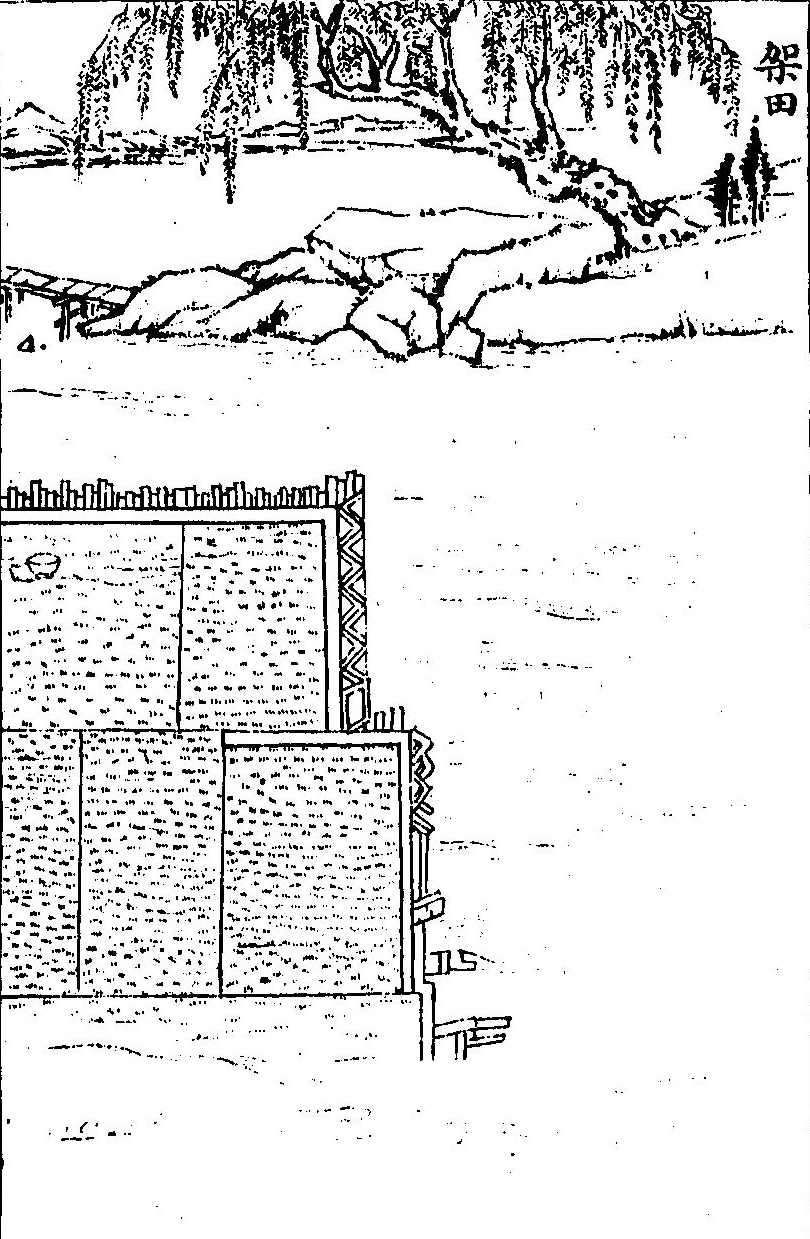
Xilografia dal manuale cinese del XIII secolo Wang Zhen's Book on Farming (王禎農書) che mostra il riso coltivato in un sistema di piantagione galleggiante su zattera (架田, letteralmente "risaia incorniciata") in uno stagno.

L'acquaponica ha radici antichissime, anche se sulla sua origine ci sono ancora dei dibattiti.

### Primi inizi: Aztechi e Cinesi (VI secolo - XIII secolo)
Si dice che l'acquaponica si sia evoluta da pratiche agricole relativamente antiche associate all'integrazione della coltura ittica con la produzione vegetale, in particolare quelle sviluppate nel contesto della coltivazione di risaie allagate del sud-est asiatico e nelle pratiche agricole delle Chinampa, isole galleggianti del sud America. In realtà, storicamente, i pesci venivano raramente aggiunti attivamente alle risaie fino al diciannovesimo secolo ed erano presenti in densità molto basse che non avrebbero contribuito ad alcun sostanziale aiuto nutrizionale alle piante. Le Chinampa erano tradizionalmente costruite sui laghi in Messico dove i vantaggi nutrizionali potevano essere forniti tramite i sedimenti lacustri eutrofici o semi-eutrofici piuttosto che direttamente da qualsiasi sistema di produzione ittica progettato o attivamente integrato.
- Gli Aztechi coltivavano isole agricole note come chinampas in un sistema considerato da alcuni una delle prime forme di acquaponica per uso agricolo[7][8], dove le piante venivano coltivate su isole fisse (o talvolta mobili) in acque poco profonde dei laghi e i materiali di scarto dragati dai canali di Chinampa e dalle città circostanti venivano utilizzati per irrigare manualmente le piante[7][9].
- La Cina meridionale e l'intero Sud-est asiatico, dove il riso veniva coltivato e allevato nelle risaie in combinazione con i pesci, sono citati come esempi di primi sistemi di acquaponica, sebbene la tecnologia fosse stata portata dai coloni cinesi che erano migrati dallo Yunnan intorno al 5 d.C[10]. Questi sistemi di agricoltura policulturale esistevano in molti paesi dell'Estremo Oriente e allevavano pesci come il Misgurnus anguillicaudatus (泥鳅, ドジョウ)[11], la Monopterus albus (黄鳝, 田鰻), la carpa comune (鯉魚, コイ) e la carpa cruciana (鯽魚)[12] così come le Viviparidae (田螺) nelle risaie[13][14].
- Il manuale agricolo cinese del XIII secolo Wang Zhen's Book on Farming (王禎農書) descriveva zattere di legno galleggianti che erano ammucchiate con fango e terra e che venivano utilizzate per coltivare riso, riso selvatico e foraggio. Tali fioriere galleggianti erano impiegate nelle regioni che costituiscono le moderne province di Jiangsu, Zhejiang e Fujian. Queste fioriere galleggianti sono note come jiatian (架田) o fengtian (葑田), che si traducono rispettivamente in "risaia incorniciata" e "risaia brassica". L'opera fa riferimento anche a precedenti testi cinesi, che indicavano che la coltivazione del riso su zattere galleggianti era utilizzata già durante i periodi della dinastia Tang (VI secolo) e della dinastia Song settentrionale (VIII secolo) della storia cinese[15].

### Sviluppi moderni (dagli anni '30 a oggi)
Un sistema integrato di acquacoltura e agricoltura in cui i pesci vengono allevati nelle risaie è stato impiegato nell'area del Kerian settentrionale di Perak nella Malesia peninsulare sin dagli anni '30. Si dice che anche diversi sistemi di riso-pesce (una policoltura che integra la coltivazione del riso con l'acquacoltura, più comunemente con pesci d'acqua dolce) abbiano una lunga storia in Indonesia.
Nel 1965, Sengbusch e i suoi colleghi furono i primi a tentare di allevare la carpa comune in vasche con un sistema che ricircolava l'acqua e utilizzava fanghi attivi per trattarla. Pochi anni dopo, nel 1971, Scherb e Braun fornirono studi più dettagliati sull'utilizzo di un sistema simile per allevare la trota iridea. Alla South Carolina Agricultural Experiment Station di Clemson, i ricercatori Loyacano e Grosvenor nel 1973 tentarono di pulire delle peschiere con il pesce gatto punteggiato utilizzando piante di Eleocharis dulcis per assorbire i nutrienti extra.

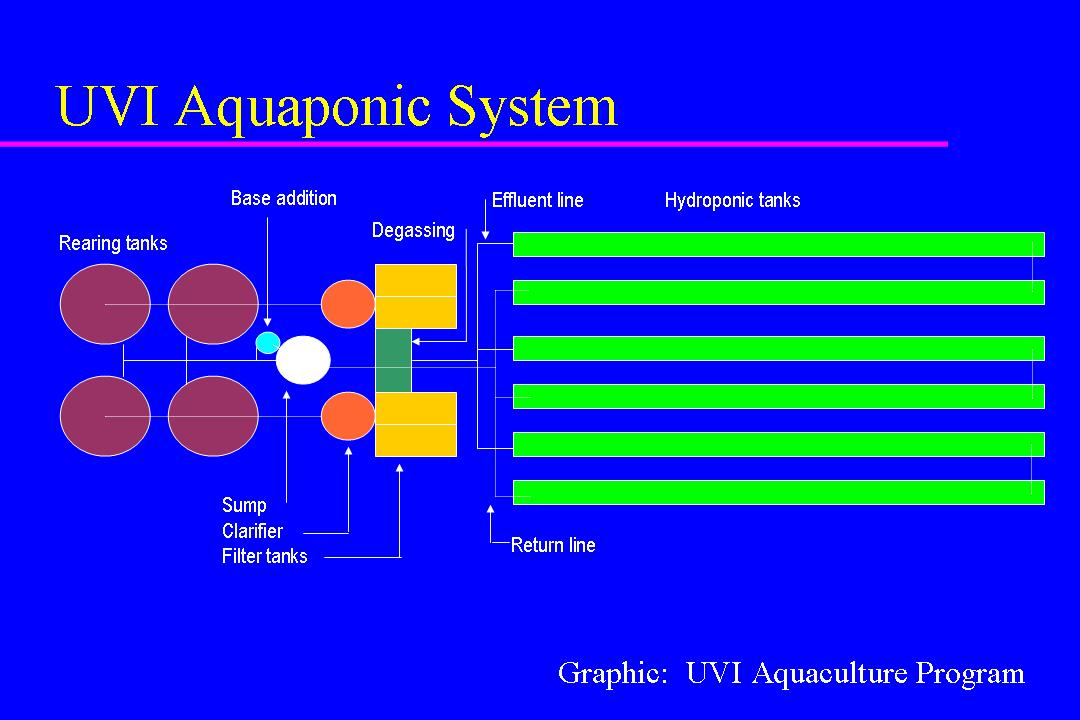
Diagramma del sistema di acquaponica commerciale dell'Università delle Isole Vergini progettato per produrre 5 tonnellate di tilapia all'anno.

Nel 1977, lo scienziato tedesco Ludwig C.A. Naegel ha contribuito al campo dell'acquaponica con la sua pubblicazione "Combined Production of Fish and Plants in Recirculating Water". Il lavoro presentava esperimenti sulla co-coltivazione di tilapia e pomodori, mostrando la praticità di un sistema di ricircolo che supporta sia la produzione di pesci che di piante. Questa ricerca è tra gli sforzi di una comunità globale di ricercatori per sviluppare moderni sistemi di acquaponica.
Balarin e Haller hanno condotto studi sulla dinamica termica dei sistemi acquaponici, esaminando gli effetti delle diverse temperature dell'acqua sui tassi di crescita di pesci e piante.
Watten e Busch hanno contribuito alla comprensione delle dinamiche dei nutrienti nei sistemi acquaponici. I loro studi sull'integrazione delle piante vascolari nei sistemi di acquacoltura a ricircolo (RAS - recirculating aquaculture systems) hanno dimostrato come le piante potessero estrarre efficacemente i nutrienti in eccesso dall'acqua.
Prima dei progressi tecnologici degli anni '80, la maggior parte dei tentativi di integrare l'idroponica e l'acquacoltura avevano avuto un successo limitato. Molti degli sviluppi e delle scoperte moderne dell'acquaponica sono generalmente attribuiti al New Alchemy Institute e alla North Carolina State University.

### New Alchemy Institute
Nel 1969, John e Nancy Todd e William McLarney fondarono il New Alchemy Institute e costruirono una replica prototipo del sistema acquaponico degli Aztechi (con alcune modifiche) per fornire riparo, verdure e pesce durante tutto l'anno. Nel 1984, Ronald Zweig del New Alchemy Institute sviluppò un sistema che chiamò "stagno di acquacoltura idroponica", noto anche come "stagno solare idroponico". Questo sistema integrava un componente idroponico galleggiante all'interno dello stagno solare (una grande vasca di acqua salata che raccoglie e immagazzina l'energia solare) esistente dell'istituto questi sistemi di zattere galleggianti sono la base per quella che in seguito divenne nota come coltura in acque profonde.

### Università statale della Carolina del Nord
Mark McMurtry e altri alla North Carolina State University hanno concettualizzato il sistema integrato di acquacoltura e verdura (Integrated Aqua-Vegeculture System). Questo sistema, che integra l'acquacoltura con letti di coltivazione a base di sabbia, rappresenta uno dei primi esempi di sistema acquaponico a ciclo chiuso. La ricerca e le scoperte di McMurtry hanno confermato gran parte della scienza fondamentale alla base dell'acquaponica, dimostrando che il sistema funziona in modo efficace. L'evoluzione dei "sistemi di allagamento e drenaggio" adottati nell'acquaponica da giardino risale al lavoro pionieristico di Mark McMurtry.

### Università delle Isole Vergini
Nel 1979, James Rakocy e i suoi colleghi dell'Università delle Isole Vergini iniziarono a sperimentare con i letti di coltura in acquaponica. Inizialmente, il sistema utilizzava un letto di ghiaia per la crescita delle piante, insieme a un serbatoio di sedimentazione con filtro conico per raccogliere i rifiuti solidi più grandi e un serbatoio separato per ospitare i pesci. Nel 1986, iniziarono a testare l'uso di zattere galleggianti costruite in polistirene. Entro il 1997, la ricerca di Rakocy aveva portato all'adozione di letti di coltura idroponica in acque profonde in sistemi acquaponici su larga scala.

### Altri sistemi
Altri istituti hanno concentrato la loro ricerca su sistemi noti come "flusso e riflusso" o "allagamento e drenaggio". Questi sistemi utilizzano supporti grossolani come ghiaia o argilla espansa, con sifoni a campana che facilitano il ciclo di irrigazione Questi sistemi sono talvolta indicati come "Sistemi Speraneo", poiché prendono il nome da Tom e Paula Speraneo, che hanno creato e venduto un manuale di istruzioni negli anni '90 e hanno adottato il sistema della North Carolina State University per inventare una serra solare su scala commerciale a grandezza naturale.
La prima ricerca sull'acquaponica in Canada è iniziata con un piccolo sistema integrato nella ricerca sull'acquacoltura presso una stazione a Lethbridge, in Alberta. Negli anni '90, gli allestimenti commerciali di acquaponica sono aumentati, concentrandosi su colture di alto valore come trote e lattuga. Uno sviluppo chiave si è verificato a Brooks, in Alberta, dove il dott. Nick Savidov e il suo team dell'Aquaculture Centre of Excellence (ACE) del Lethbridge College hanno condotto un'ampia ricerca. Hanno scoperto una rapida crescita delle radici nei sistemi di acquaponica e metodi efficaci per chiudere il ciclo dei rifiuti solidi. Hanno anche scoperto che questi sistemi potevano funzionare in modo efficiente a bassi livelli di pH, il che favorisce la crescita delle piante ma è in genere sfavorevole per i pesci.
Nel 2009 in Cina sono stati installati sistemi di acquaponica galleggianti su stagni ittici policulturali. Sono utilizzati per coltivare riso, grano, canna e altre colture, con alcune installazioni che superano i 2,5 acri (10.000 m²).

## Parti di un sistema acquaponico

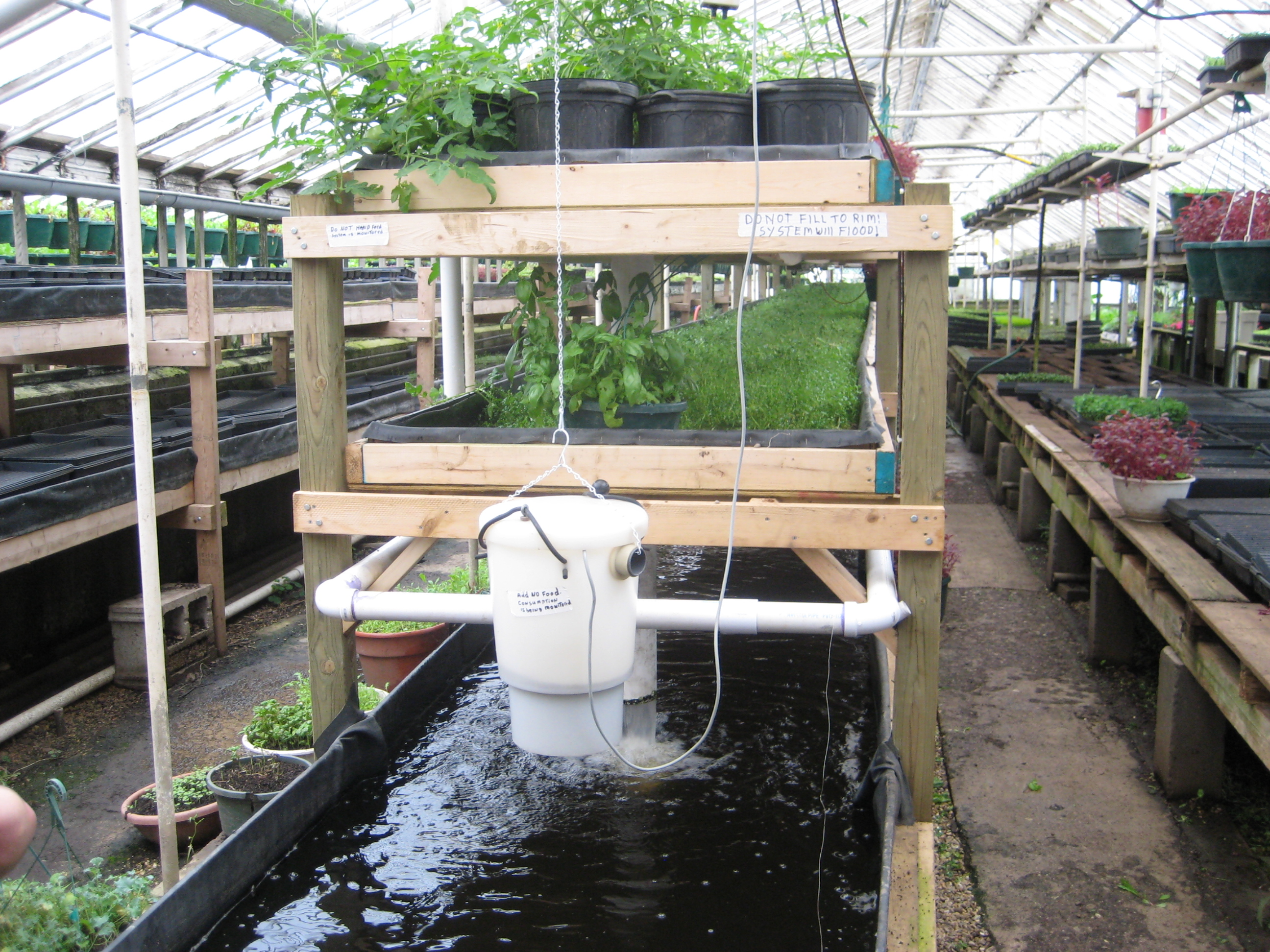
Un sistema acquaponico commerciale. Una pompa elettrica muove l'acqua ricca di nutrienti dalla vasca dei pesci attraverso un filtro per solidi per rimuovere le particelle che le piante superiori non possono assorbire. L'acqua fornisce quindi nutrienti alle piante e viene purificata prima di tornare alla vasca dei pesci sottostante.

L'acquaponica si compone di due parti principali: la parte di acquacoltura per l'allevamento di animali acquatici e la parte idroponica per la coltivazione di piante. Sebbene siano costituiti principalmente da queste due parti, i sistemi acquaponici sono solitamente raggruppati in diversi componenti o sottosistemi a seconda del tipo di sistema. A seconda della complessità e del costo del sistema acquaponico, le unità per la rimozione dei solidi, la biofiltrazione e/o il sottosistema idroponico possono essere combinate in un'unica unità o sottosistema.

### Vasca di allevamento
Le vasche per l'allevamento e l'alimentazione dei pesci.

### Sottosistema idroponico
La parte del sistema in cui le piante crescono assorbendo i nutrienti in eccesso dall'acqua.

### Pompa dell'acqua
Utilizzato per far circolare l'acqua.

### Bacino di sedimentazione (facoltativo)
Un'unità, nota anche come chiarificatore, per catturare il cibo non consumato e i biofilm staccati e per separare le particelle fini.

### Biofiltro (facoltativo)
Un luogo dove i batteri della nitrificazione possono crescere e convertire l'ammoniaca in nitrati, utilizzabili dalle piante.

### Vasca di raccolta (facoltativa)
Alcuni sistemi utilizzano una vasca di raccolta, dotata di una pompa o di un ingresso pompa che fa circolare l'acqua di coltura trattata verso i serbatoi di allevamento.

## Componenti attivi
I sistemi acquaponici si basano su una relazione simbiotica tra tre componenti viventi principali: piante, pesci (o altri animali acquatici) e batteri. Alcuni sistemi includono anche componenti viventi aggiuntivi come i vermi.

### Piante
- Le piante sono i produttori principali in un sistema acquaponico, convertendo la luce solare, l'anidride carbonica e i nutrienti in biomassa.
- Nei sistemi acquaponici è possibile coltivare un'ampia varietà di piante, tra cui verdure a foglia verde, erbe aromatiche, frutta e ortaggi.
- Le piante aiutano a purificare l'acqua rimuovendo i nutrienti in eccesso e i prodotti di scarto.

Poiché le piante in diverse fasi di crescita richiedono diverse quantità di minerali e nutrienti, la raccolta delle piante è scaglionata con le piantine che crescono nello stesso momento delle piante mature. Ciò garantisce un contenuto di nutrienti stabile nell'acqua grazie alla continua purificazione simbiotica delle tossine dall'acqua.

### Pesci (o altre creature acquatiche)
- I pesci e gli altri animali acquatici sono i principali consumatori di un sistema acquaponico e forniscono una fonte di proteine e sostanze nutritive per le piante.
- Nei sistemi acquaponici è possibile utilizzare diverse specie di pesci, tra cui tilapia, pesci rossi e carpa koi.
- I pesci aiutano a fertilizzare le piante producendo "rifiuti" ricchi di sostanze nutritive

### Batteri
- I batteri svolgono un ruolo cruciale nei sistemi acquaponici, convertendo l'ammoniaca proveniente dai rifiuti dei pesci in nitrato, un nutriente che può essere utilizzato dalle piante[32].
- I batteri benefici, come Nitrosomonas e Nitrobacter, sono essenziali per il mantenimento di un ecosistema sano ed equilibrato.
- I batteri aiutano a purificare l'acqua rimuovendo l'ammoniaca in eccesso e altri prodotti di scarto.

### Alghe
Sebbene spesso considerate un fastidio nell'acquacoltura tradizionale, le alghe possono essere una componente benefica in alcuni progetti di acquaponica. In sistemi come l'Integrated Aqua-Vegeculture System, le alghe vengono coltivate intenzionalmente nello strato superficiale del biofiltro. In questi sistemi, le alghe agiscono come un pozzo di nutrienti, assorbendo i nutrienti in eccesso, il che aiuta a mantenere una qualità ottimale dell'acqua e riduce il rischio di squilibri dei nutrienti. Tuttavia, non tutti i sistemi di acquaponica utilizzano le alghe in questo modo; in altri tipi di sistemi, le alghe nell'acquario sono considerate un fastidio che deve essere controllato.
Le alghe possono rilasciare sostanze che possono essere dannose per i pesci, altri microrganismi e piante. Ad esempio, le alghe verdi-azzurre, note anche come cianobatteri, possono produrre tossine che minacciano direttamente la salute dei pesci e la loro presenza fisica può danneggiarne le branchie.

## Biofiltro
Gli effluenti acquatici, derivanti da mangimi non consumati o dall'allevamento di animali come i pesci, si accumulano nell'acqua a causa del ricircolo a sistema chiuso della maggior parte dei sistemi di acquacoltura. L'acqua ricca di effluenti diventa tossica per gli animali acquatici in alte concentrazioni, ma contiene nutrienti essenziali per la crescita delle piante.

## Operazione
I cinque input principali del sistema sono acqua, ossigeno, luce, mangime somministrato agli animali acquatici ed elettricità per pompare, filtrare e ossigenare l'acqua. Possono essere aggiunte uova o avannotti per sostituire i pesci cresciuti che vengono estratti dal sistema per mantenere un sistema stabile. In termini di output, un sistema di acquaponica può produrre continuamente piante come verdure coltivate in idroponica e specie acquatiche commestibili allevate in acquacoltura. I rapporti di costruzione tipici sono da 0,5 a 1 piede quadro di spazio di coltivazione per ogni gallone USA (3,8 L) di acqua di acquacoltura nel sistema. 1 gallone USA (3,8 L) di acqua può supportare tra 0,5 libbre (0,23 kg) e 1 libbra (0,45 kg) di stock ittico a seconda dell'aerazione e della filtrazione.

### Fonte di alimentazione
Come nella maggior parte dei sistemi basati sull'acquacoltura, il mangime per le scorte spesso consiste in farina di pesce derivata da specie di valore inferiore. Il continuo impoverimento delle riserve ittiche selvatiche rende questa pratica insostenibile. I mangimi biologici per pesci possono rivelarsi un'alternativa praticabile che allevia questa preoccupazione. Altre alternative includono la coltivazione di Lemnoideae con un sistema di acquaponica che alimenta gli stessi pesci cresciuti nel sistema, vermi in eccesso cresciuti dal compostaggio di vermicoltura (l'allevamento di lombrichi su rifiuti organici), utilizzando scarti di cucina preparati, e la coltivazione di larve di Hermetia illucens per nutrire i pesci utilizzando coltivatori di larve destinate al compostaggio.

### Nutrienti per le piante
La crescita sana delle piante si basa su diversi composti organici nell'ambiente delle radici, prodotti dalla decomposizione microbica. Questi includono vitamine, ormoni ed enzimi, essenziali per la crescita, la resa, il sapore e la resistenza ai patogeni. La materia organica come l'acido umico aiuta a rendere disponibili i micronutrienti. Mentre i nutrienti inorganici sono vitali, le piante hanno bisogno di metaboliti organici per uno sviluppo ottimale.

### Utilizzo dell'acqua
I sistemi acquaponici sono progettati per ricircolare e riutilizzare l'acqua in modo efficiente, anziché scaricarla o scambiarla durante il normale funzionamento. Questo sistema si basa sull'interazione tra animali e piante per mantenere un ambiente acquatico stabile con minime fluttuazioni nei livelli di nutrienti e ossigeno. Le piante assorbono i nutrienti disciolti dall'acqua circolante, il che riduce la necessità di scarico dell'acqua e riduce al minimo il tasso di scambio dell'acqua. Alcuni autori hanno segnalato un utilizzo di acqua inferiore del 90% tramite l'acquaponica rispetto ai sistemi convenzionali di produzione commerciale di pesce e colture.
L'acqua viene aggiunta al sistema solo per sostituire le perdite dovute all'assorbimento e alla traspirazione delle piante, all'evaporazione, al traboccamento dovuto alle precipitazioni e alla rimozione dei rifiuti solidi. Di conseguenza, l'acquaponica utilizza circa il 2% dell'acqua richiesta dai metodi di irrigazione convenzionali per la stessa produzione vegetale. Questa efficienza consente la coltivazione di colture e pesci in aree con acqua limitata o terreni fertili.
I sistemi acquaponici possono anche imitare le condizioni delle zone umide controllate, rendendoli utili per la biofiltrazione e il trattamento delle acque reflue domestiche. L'acqua eccedente ricca di sostanze nutritive può essere raccolta in vasche di raccolta e riutilizzata per stimolare la crescita delle colture piantate nel terreno o pompata nuovamente nel sistema acquaponico per mantenere i livelli dell'acqua.
Nell'acquacoltura tradizionale, il ricambio regolare dell'acqua è essenziale, a differenza dell'acquaponica. Produrre 1 kg di carne di manzo richiede in genere da 5.000 a 20.000 litri di acqua. L'acquacoltura convenzionale semi-intensiva ed estensiva richiede da 2.500 a 375.000 litri per la stessa quantità di pesce. Al contrario, i sistemi di acquacoltura a ricircolo (RAS) sono altamente efficienti, riciclando dal 95% al 99% di acqua e utilizzando meno di 100 litri per chilogrammo di pesce.

### Consumo energetico
I sistemi acquaponici utilizzano varie quantità di energia artificiale, tecnologia e controlli ambientali per mantenere la ricircolazione e la temperatura dell'acqua. Tuttavia, progettare un sistema tenendo a mente l'efficienza energetica, come l'utilizzo di fonti di energia alternative e la riduzione al minimo del numero di pompe utilizzando la gravità per il flusso dell'acqua, può rendere il sistema più efficiente dal punto di vista energetico.

### Allevamento di pesci
Affinché i sistemi acquaponici abbiano successo dal punto di vista finanziario e producano profitti, coprendo al contempo le spese operative, i componenti delle piante idroponiche e i componenti per l'allevamento dei pesci devono essere quasi costantemente alla massima capacità produttiva. Per mantenere al massimo la biomassa dei pesci nel sistema (senza limitare la loro crescita), ci sono tre metodi principali di stoccaggio:
- Allevamento sequenziale: gruppi di pesci di età diverse condividono una vasca di allevamento e quando un gruppo di età raggiunge le dimensioni di mercato, vengono raccolti selettivamente e sostituiti con la stessa quantità di avannotti[35]. Gli svantaggi di questo metodo includono lo stress dell'intero gruppo di pesci durante ogni raccolta, la perdita di pesci con conseguente spreco di cibo/spazio e la difficoltà di tenere registri accurati con raccolte frequenti[35].
- Divisione dello stock: grandi quantità di avannotti vengono immagazzinati in una volta e poi divisi in due gruppi una volta che la vasca raggiunge la capacità massima, il che è più facile da registrare ed elimina il rischio che i pesci vengano "dimenticati". Un modo senza stress per svolgere questa operazione è tramite "passerelle" che collegano varie vasche di allevamento e una serie di portelli/schermi mobili/pompe che spostano i pesci[35].
- Unità di allevamento multiple: tali sistemi hanno solitamente 2-4 vasche che condividono un sistema di filtraggio e quando la vasca più grande viene raccolta, gli altri gruppi di pesci vengono spostati in una vasca più grande mentre un nuovo lotto viene avviato nella vasca più piccola[35]. È anche comune che ci siano diverse vasche di allevamento ma non ci sia modo di spostare i pesci tra di loro, il che elimina il lavoro di spostamento dei pesci e consente a ciascuna vasca di essere indisturbata durante la raccolta, anche se l'uso dello spazio è inefficiente quando i pesci sono avannotti[35].

L'ideale sarebbe che la biomassa dei pesci nelle vasche di allevamento non superasse le 0,5 libbre/gallone (circa 0,2 kg ogni 3,7 litri), per ridurre lo stress dovuto all'affollamento, nutrire in modo efficiente i pesci e promuovere una crescita sana.

### Gestione delle malattie e dei parassiti
La commercializzazione dell'acquaponica è spesso bloccata da colli di bottiglia nella gestione di parassiti e malattie. L'uso di metodi di controllo chimici è altamente complicato per tutti i sistemi. Mentre insetticidi ed erbicidi sono sostituibili da misure di biocontrollo commerciali consolidate, fungicidi e nematocidi sono ancora rilevanti nell'acquaponica. Il monitoraggio e il controllo colturale sono i primi approcci per contenere la popolazione di parassiti. I controlli biologici, in generale, sono adattabili in misura maggiore. Le misure profilattiche non chimiche sono altamente efficaci per la prevenzione di parassiti e malattie in tutte le progettazioni.
Le piante coltivate in sistemi acquaponici potrebbero avere una maggiore resistenza alle malattie rispetto a quelle coltivate in sistemi idroponici tradizionali. Questo ambiente supporta una vasta gamma di microrganismi, alcuni dei quali possono aiutare a proteggere le radici delle piante dai patogeni.

### Automazione, monitoraggio e controllo
La tecnologia odierna ha notevolmente migliorato i sistemi acquaponici. Con l'uso di sensori avanzati e dispositivi IoT, questi sistemi possono ora funzionare con molta automazione. Ciò rende possibile gestire attentamente fattori importanti come i livelli di nutrienti, l'uso dell'acqua e l'illuminazione. L'automazione di questi processi non solo rende l'acquaponica più efficiente, ma può anche portare a migliori rese delle colture e a un uso più intelligente delle risorse.
Molti hanno provato a creare sistemi di controllo e monitoraggio automatici e alcuni di questi hanno dimostrato un certo livello di successo. Ad esempio, i ricercatori sono stati in grado di introdurre l'automazione in un sistema acquaponico su piccola scala per ottenere un sistema agricolo sostenibile ed economicamente conveniente. È emerso anche lo sviluppo commerciale di tecnologie di automazione. Ad esempio, un'azienda ha sviluppato un sistema in grado di automatizzare le attività ripetitive dell'agricoltura e presenta un algoritmo di apprendimento automatico in grado di rilevare ed eliminare automaticamente piante malate o sottosviluppate. Un impianto di acquaponica del 2017 di 3,75 acri che afferma di essere il primo allevamento di salmoni al coperto negli Stati Uniti include anche una tecnologia automatizzata.

### Fattibilità economica
L'acquaponica offre un sistema di policoltura stabile e diversificato che consente agli agricoltori di coltivare verdure e allevare pesci allo stesso tempo. Avendo due fonti di profitto, gli agricoltori possono continuare a guadagnare denaro anche se il mercato per i pesci o le piante attraversa un ciclo basso. La flessibilità di un sistema acquaponico consente di coltivare un'ampia varietà di colture tra cui verdure comuni, erbe aromatiche, fiori e piante acquatiche per soddisfare un ampio spettro di consumatori. Alcune piante redditizie per i sistemi acquaponici includono cavolo cinese, lattuga, basilico, rose, pomodori, gombo, cantalupo e peperoni.
Per i consumatori attenti all'ambiente, i prodotti acquaponici sono attraenti perché sono biologici e privi di pesticidi, e i sistemi hanno un impatto ambientale relativamente ridotto. I sistemi acquaponici sono anche economicamente efficienti grazie al loro basso consumo di acqua, all'efficace ciclo dei nutrienti e ai requisiti minimi di terreno. Questi sistemi possono essere stabiliti in aree con scarsa qualità del suolo o acqua contaminata e richiedono solo una piccola quantità di acqua. Inoltre, i sistemi acquaponici sono in genere privi di erbacce, parassiti e malattie trasmesse dal suolo, il che consente la produzione costante e rapida di raccolti di alta qualità.
La ricerca riguardante l'acquaponica si è concentrata principalmente sugli aspetti tecnici, con un numero limitato di studi che affrontano la sua fattibilità economica, in particolare in contesti commerciali. Mentre l'acquaponica è generalmente considerata redditizia e sostenibile, il calcolo dei costi e il confronto dei sistemi sono resi complessi a causa delle diverse condizioni del sito, delle variazioni climatiche e dei prezzi di mercato fluttuanti. Le spese energetiche costituiscono un fattore significativo e mostrano notevoli variazioni tra i paesi, complicando così le valutazioni della redditività. Alcuni ricercatori propongono che l'acquaponica raggiunga l'equilibrio finanziario dopo un arco di due anni, mentre altri sostengono che la redditività dovrebbe essere misurata su base per metro quadrato.
L'attuale corpus di ricerche relative ai sistemi acquaponici e alla loro sostenibilità economica rimane considerevolmente meno esteso se confrontato con quello dei sistemi idroponici convenzionali. Sulla base delle ricerche attualmente disponibili, la fattibilità economica delle imprese acquaponiche deve essere valutata su base individuale. Numerose variabili, tra cui la progettazione del sistema, le condizioni climatiche stagionali e i costi locali di energia o terreno, svolgono un ruolo fondamentale nel determinare la redditività delle imprese acquaponiche.
Ulteriori ricerche dimostrano che i sistemi acquaponici possono utilizzare il 14% in meno di fertilizzante rispetto ai sistemi idroponici. Nonostante questa riduzione, un coltivatore dovrebbe determinare se il costo di mantenimento dell'acquacoltura è più economico dell'uso di fertilizzante extra nell'idroponica.
Altri ostacoli non basati sul sistema al successo economico dei sistemi acquaponici potrebbero includere il fatto che questi sistemi richiedono un elevato grado di conoscenza in più discipline, una mancanza di opportunità di finanziamento per l'acquaponica e il fatto che il pubblico in generale non capisce cosa sia l'acquaponica. Un'attività di acquaponica potrebbe richiedere strategie di branding aggiuntive rispetto all'idroponica, che è una tecnologia relativamente nota.
Uno dei limiti dello sviluppo dell’acquaponica è la mancanza di fattibilità finanziaria commercialmente sostenibile, considerando che le aziende private non condividono i loro studi con il pubblico.

## Galleria d'immagini

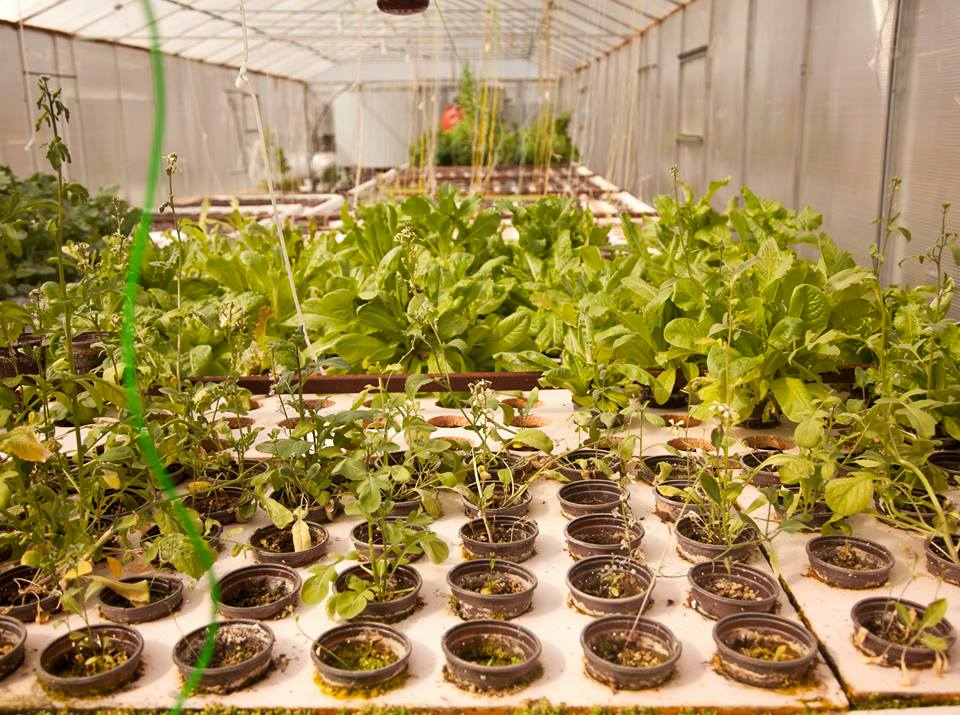
La prima serra acquaponica armena.
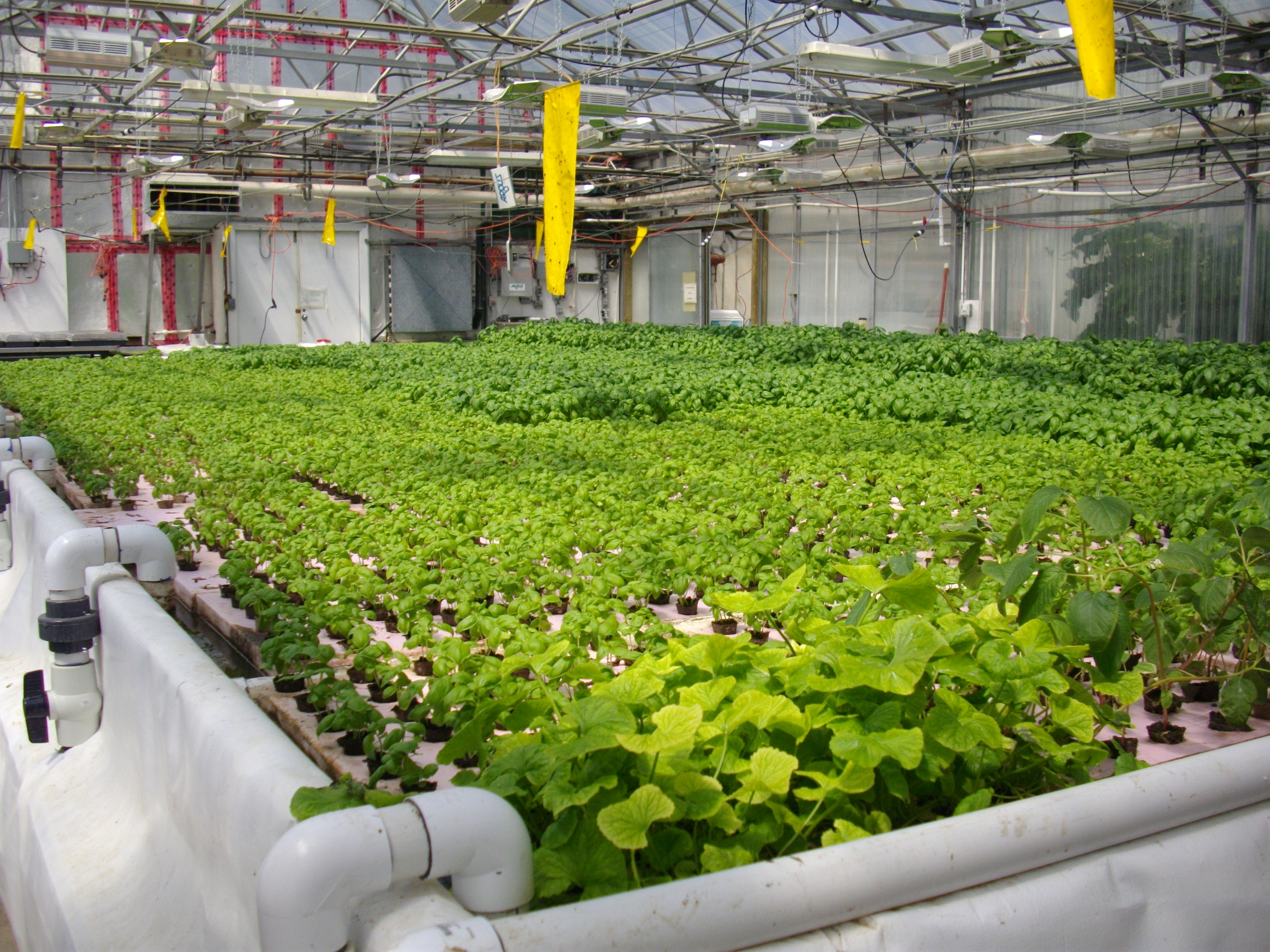
Un sistema idroponico Deep Water Culture in cui le piante crescono direttamente nell'acqua ricca di effluenti, senza bisogno di terriccio. Le piante possono essere distanziate tra loro perché le radici non devono espandersi verso l'esterno per sostenere il peso della pianta.
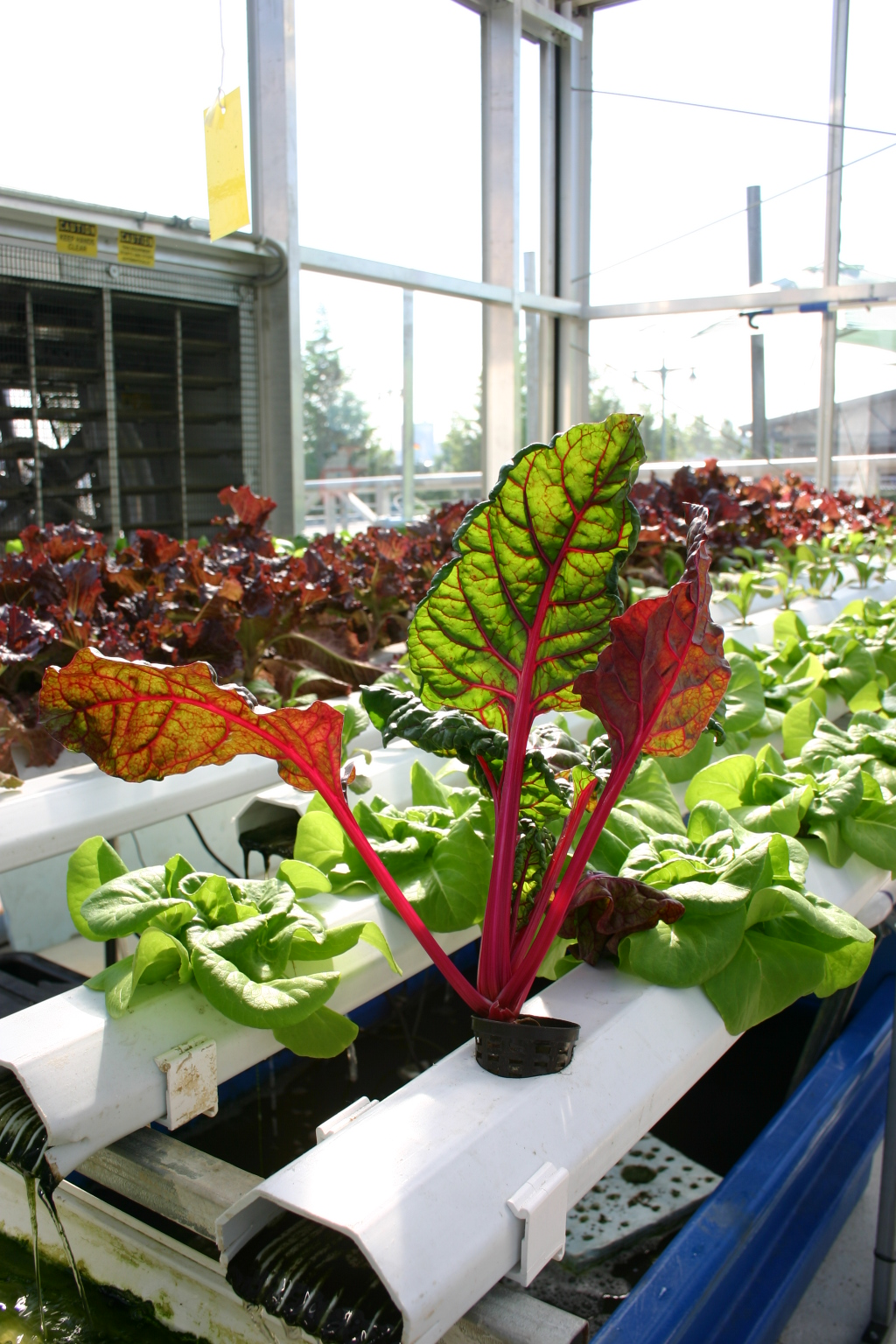
Pianta posizionata in un canale d'acqua ricco di sostanze nutritive in un sistema Nutrient Film Technique.
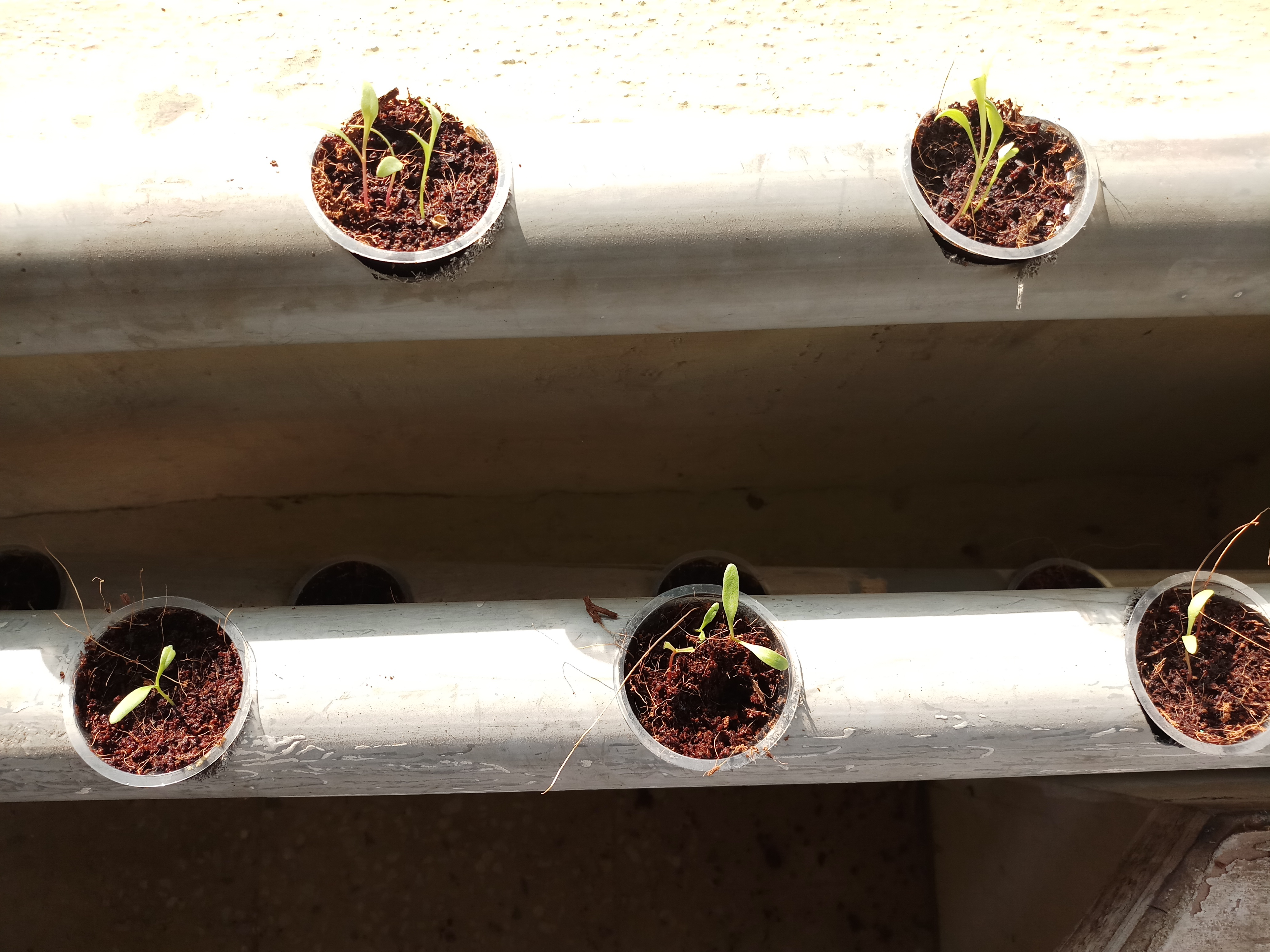
Piantine di spinaci, di 5 giorni, coltivate con acquaponica.
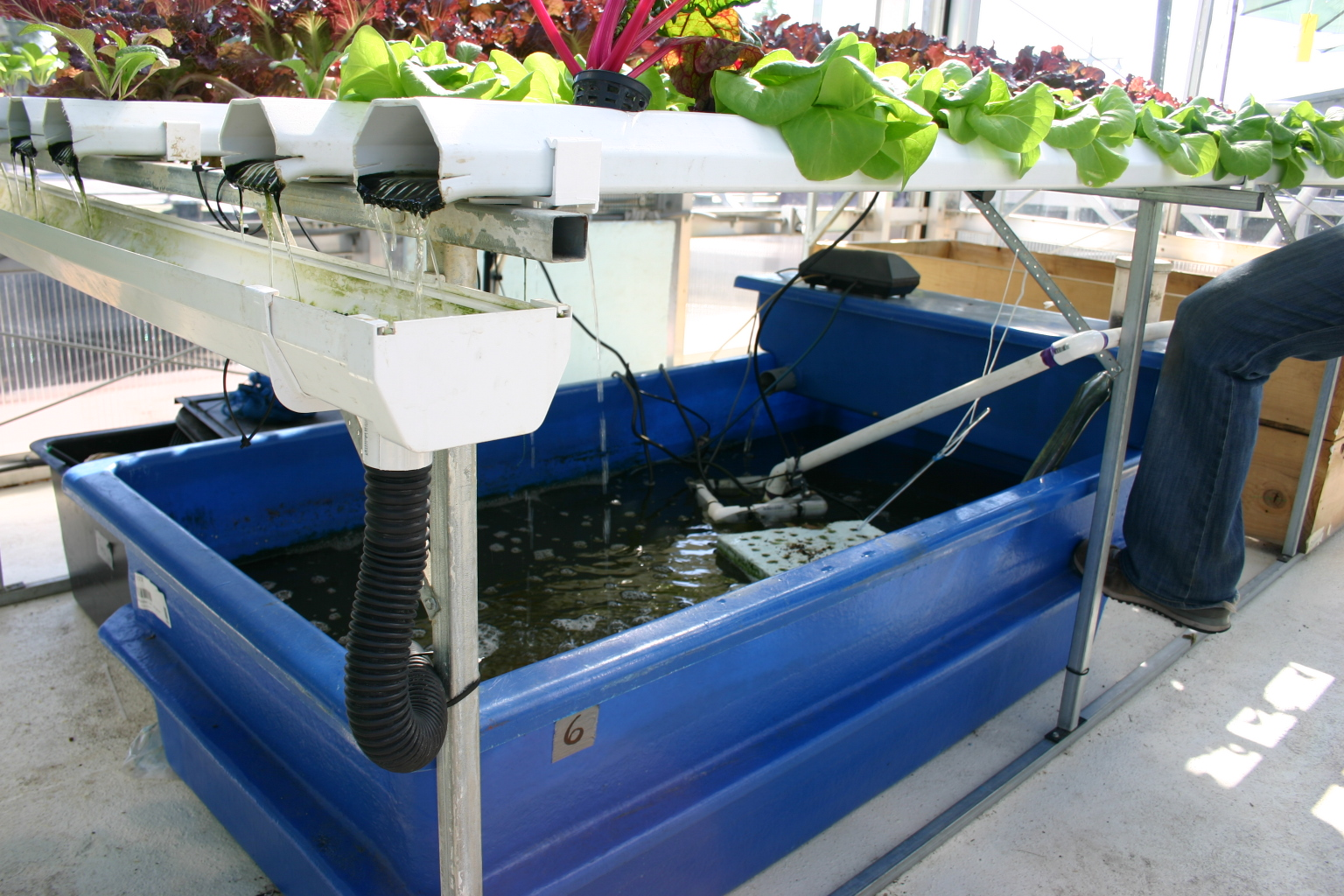
L'acqua filtrata proveniente dal sistema idroponico viene convogliata in una vasca per pesci gatto per essere rimessa in circolo.